# Mellona
Según la mitología romana, Melona  o Melonia  (Mellona o Mellonia en latín) era diosa tutelar de la miel. Es descrita como una diosa rústica junto a Segecia (mieses), Bobona (bueyes) y Pomona (frutas). Arnobio la describe en relación con las abejas, que cuidaban y protegían la dulzura de la miel. W.H. Roscher incluye Melona en la indigitamenta, la lista de dioses mantenida por los sacerdotes romanos para asegurarse de invocar la divinidad correcta.
Como numen especializado Melona es la protectora de la miel, de las abejas y de la apicultura, y de su nombre deriva la palabra miel. Era la protectora de aquellos para los que la miel constituía un medio de subsistencia, a quienes vengaba cuando les robaban la miel o cuando atentaban contra una de sus colmenas.